# Koordynator Działań Rządu na Terytoriach

Symbol używany przez Koordynatora Działań Rządu na Terytoriach i Administrację Cywilną.

Koordynator Działań Rządu na Terytoriach  (hebr. מתאם פעולות הממשלה בשטחים, Meta’em Pe’ulot ha-Memszala be-Sztachim, skrót. מַתְפָּ"ש, Matpasz, ang. Coordinator of Government Activities in the Territories, skrót. COGAT) – jednostka Ministerstwa Obrony Izraela odpowiedzialna za wdrażanie i realizację polityki cywilnej rządu na obszarze Zachodniego Brzegu i wobec Strefy Gazy, a także za współpracę z organami Autonomii Palestyńskiej.

## Historia
Wraz z zakończeniem wojny sześciodniowej (1967) Izrael ustanowił na Zachodnim Brzegu, Synaju, Wzgórzach Golan i w Strefie Gazy Zarząd Wojskowy, który miał zajmować się kwestiami cywilnymi i bezpieczeństwa na tych obszarach . We wrześniu 1967 roku płk Dan Chiram został wyznaczony do koordynowania spraw cywilnych i wojskowych na Zachodnim Brzegu, a w lipcu 1968 roku decyzja ta weszła w życie. Zarząd Wojskowy wspierany był przez wydziały ekonomiczny i administracyjny. Pracowali w nim oficerowie izraelskiej armii oraz pracownicy cywilni.
W latach 70. XX wieku w ramach izraelskiej armii oraz rządu pojawił się plan przekazania kompetencji w sprawach edukacji, rolnictwa i opieki zdrowotnej na Zachodnim Brzegu władzom lokalnym. Pomysł został oprotestowany przez arabskie władze samorządowe, które sprzeciwiały się jakiejkolwiek izraelskiej kontroli nad tym obszarem.
Zgodnie z postanowieniami Porozumień z Oslo przedstawicielstwa Koordynatora Działań Rządu na Terytoriach wycofały się z palestyńskich miast w Strefie A Zachodniego Brzegu, w której odpowiedzialność za sprawy bezpieczeństwa i administracji publicznej przejęła Autonomia Palestyńska. Jednocześnie w strukturze jednostki koordynatora utworzono pion wojskowy odpowiedzialny za współpracę z odpowiednimi strukturami palestyńskimi w dziedzinie bezpieczeństwa. Przeprowadzona w 2002 roku, podczas Intifady Al-Aksa, operacja „Mur Obrony” doprowadziła do ograniczenia przez Sztab Generalny Sił Obronnych Izraela współpracy w dziedzinie bezpieczeństwa z Autonomią Palestyńską. Intensywność kooperacji zmalała jeszcze bardziej po wycofaniu osiedli żydowskich i izraelskiej armii ze Strefy Gazy.
Podpisanie przez Izrael i Organizację Wyzwolenia Palestyny Porozumienia z Oslo sprawiły, że zmienił się charakter instytucji Koordynatora Działań Rządu na Terytoriach z pionu zarządzającego Zachodnim Brzegiem i Strefą Gazy na strukturę będącą łącznikiem oraz koordynatorem pomiędzy rządem Izraela i rządem Autonomii Palestyńskiej.

## Zadania i struktura
Koordynator Działań Rządu na Terytoriach odpowiedzialny jest za koordynację działań pomiędzy Autonomią Palestyńską a rządem Izraela oraz za komunikację pomiędzy Izraelem i Autonomią Palestyńską na obszarze Zachodniego Brzegu. Struktura podległa jest Ministerstwu Obrony, a na jej czele stoi wojskowy w stopniu generała majora, który jednocześnie wchodzi w skład Sztabu Generalnego Sił Obronnych Izraela.
Obszary działalności struktur Koordynatora Działań Rządu na Terytoriach:
- Koordynacja cywilna. Odpowiadają za nią struktury Administracji Cywilnej i odpowiadają za współpracę ze swoimi palestyńskimi odpowiednikami w obszarze służby zdrowia, handlu, gospodarki, rozwoju i pozwoleń na wjazd do Izraela,
- Koordynacja w dziedzinie bezpieczeństwa. Skupia się na współpracy Sił Obronnych Izraela i Policji Izraela z palestyńskimi strukturami bezpieczeństwa na Zachodnim Brzegu. W wypadku Strefy Gazy współpraca ta została zawieszona w 2007 roku, kiedy władzę w enklawie przejął Hamas,
- Współpraca międzynarodowa. W tej dziedzinie struktury koordynatora pozostają w kontakcie z przedstawicielami organizacji międzynarodowych, które działają na obszarze Strefy Gazy i Zachodniego Brzegu.
- Edukacja. W strukturach Koordynatora Działań Rządu na Terytoriach istnieje wydział odpowiedzialny za szkolenie żołnierzy, oficerów i dowódców, którzy wykonują zadania w ramach jednostki.

Koordynator Działań Rządu na Terytoriach odpowiedzialny jest również za sprawy związane z koordynacją i dostarczaniem pomocy humanitarnej, a także reguluje kwestie związane z przybyciem na Zachodni Brzeg osób będących rodziną Palestyńczyków lub chcących pracować, uczyć się oraz uczestniczyć w wolontariacie .
W skład struktury Koordynatora Działań Rządu na Terytoriach wchodzą: szkoła koordynacji i łączności, wydział spraw cywilnych (wydział spraw zagranicznych, wydział gospodarki, wydział infrastruktury), biura rzecznika, wydział dyplomacji cyfrowej, wydział konsultacji spraw palestyńskich, Administracja Cywilna, wydział koordynacji i operacji (wydział PR, wydział koordynacji cywilnej i bezpieczeństwa, wydział operacji), administracja koordynacji i łączności na obszar Strefy Gazy.